# Старые Кацуры (Петриковский район)
Старые Кацуры (бел. Старыя Кацуры) — деревня в Мышанском сельсовете Петриковского района Гомельской области Беларуси.

## География

### Расположение
В 43 км на восток от Петрикова, 2 км от железнодорожной станции Мышанка (на линии Лунинец — Калинковичи), 152 км от Гомеля.

### Гидрография
На реке Старая Птичь (приток реки Припять).

## Транспортная сеть
Планировка состоит из короткой прямолинейной меридиональной улицы, застроенной неплотно деревянными усадьбами. Транспортные связи по просёлочной, затем автомобильной дороге Гомель — Лунинец.

## История
По письменным источникам известна с XIX века как деревня в Мозырском уезде Минской губернии. В 1908 году в Слобода-Скрыгаловской волости В 1930 году организован колхоз. Во время Великой Отечественной войны 24 жителя погибли на фронте. Согласно переписи 1959 года в составе совхоза «Мышанка» (центр — деревня Мышанка).

## Население

### Численность
- 2004 год — 30 хозяйств, 41 житель.

### Динамика
- 1908 год — 46 дворов, 289 жителей.
- 1959 год — 314 жителей (согласно переписи).
- 2004 год — 30 хозяйств, 41 житель.